# EtherApe
EtherApe – program służący do monitorowania sieci, opracowany dla systemów operacyjnych Unix. EtherApe jest wolnym oprogramowaniem na licencji GNU General Public License.

## History
Początkowym autorem EtherApe jest Juan Toledo, stworzył on pierwszą jego pierwszą wersję (0.0.1) która została wydana 10 lutego 2000 r. Autorem większości ostatnich wersji EtherApe jest Riccardo Ghetta.

## Funkcje
Program EtherApe ma m.in. następujące funkcje (następująca lista odnosi się do wersji 0.9.8):
- graficzne wyświetlanie ruchu sieci
- osobne kolory do najczęściej używanych protokołów
- różne rodzaje ramek i pakietów są obsługiwane
- widok danych można manipulować za pomocą filtra sieci
- kliknięcie na węzeł lub łącze umożliwia dostęp do dodatkowych informacji dotyczących protokołów i informacji dotyczących ruchu
- potrafi czytać ruchu z pliku lub sieci rzeczywistych